# Кулуме-Мондебат
Кулуме́-Мондеба́т (фр. Couloumé-Mondebat) — коммуна во Франции, находится в регионе Юг — Пиренеи. Департамент — Жер. Входит в состав кантона Плезанс. Округ коммуны — Миранд.
Код INSEE коммуны — 32109.

## География
Коммуна расположена приблизительно в 610 км к югу от Парижа, в 110 км западнее Тулузы, в 40 км к западу от Оша.
По территории коммуны протекают реки Миду и Петит-Мидур.

## Климат
Климат умеренно-океанический. Лето жаркое и немного дождливое, температура часто превышает 35 °С. Зимой часто бывает отрицательная температура и ночные заморозки. Годовое количество осадков — 700—900 мм.

## Население
Население коммуны на 2010 год составляло 201 человек.
| 1962 | 1968 | 1975 | 1982 | 1990 | 1999 | 2010 |
| ---- | ---- | ---- | ---- | ---- | ---- | ---- |
| 367  | 331  | 271  | 263  | 232  | 249  | 201  |

## Администрация
| Период | Период | Фамилия         | Партия | Примечания |
| ------ | ------ | --------------- | ------ | ---------- |
| 2001   | 2008   | Жан Лартиг      |        |            |
| 2008   | 2014   | Жаклин Безьян   |        |            |
| 2014   | 2020   | Франсуаза Паван |        |            |

## Экономика
В 2010 году среди 114 человек трудоспособного возраста (15-64 лет) 83 были экономически активными, 31 — неактивными (показатель активности — 72,8 %, в 1999 году было 69,9 %). Из 83 активных жителей работали 76 человек (36 мужчин и 40 женщин), безработных было 7 (7 мужчин и 0 женщин). Среди 31 неактивных 3 человека были учениками или студентами, 24 — пенсионерами, 4 были неактивными по другим причинам.

## Достопримечательности
- Замок Кулуме (XVIII век)
- Церковь Св. Иоанна Крестителя
- Церковь Св. Варфоломея